# رشته‌کوه هزارمسجد

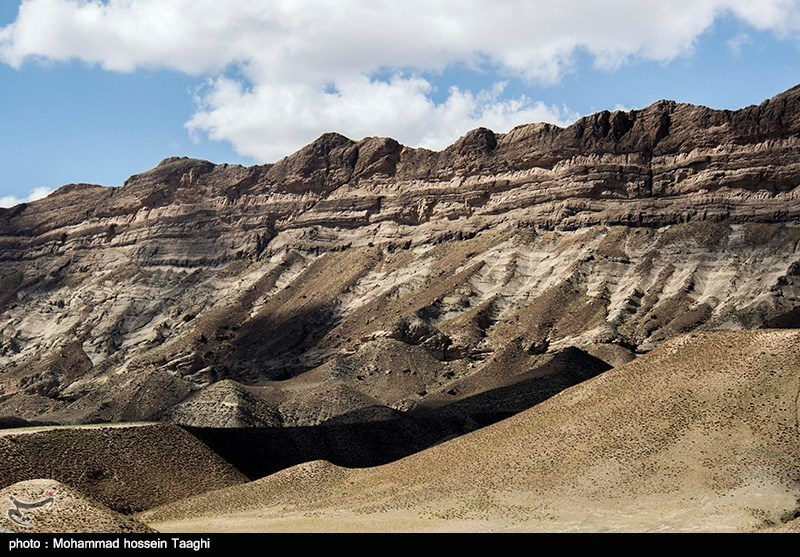
کوه‌های رشته‌کوه هزار مسجد

رشته‌کوه هزار مسجد رشته‌کوهی است ارتفاعات شمال استان خراسان رضوی را تشکیل می‌دهند که به صورت مرزی طبیعی دشت هموار مشهد را از صحرای سرد و خشک قره قوم ترکمنستان جدا می‌کند. بلندترین نقطه این رشته‌کوه، قله هزار مسجد با ارتفاع حدود ۳۱۴۰ متر در شمال غربی شهر مشهد واقع شده است. پیمایش درون دره‌ها و جنگل‌های اُرس هزار مسجد، و طبیعت بکر و شاداب آن انسان را به وجد می‌آورد، جایی که آبشار، رود و جنگل، کوه و چمنزارهای زیباییش همه در غباری از مه پوشیده شده و جلوه ای بهشت گونه پیش چشمانتان خلق کرده است.
این رشته‌کوه همچنین دارای روستاهای حاصلخیز است و هر سال گردشگران و طبیعت دوستان زیادی را به خود می‌کشاند. رشته‌کوه هزار مسجد با طول ۴۹۷ کیلومتر و با وسعت ۲۵۸۰۰ کیلومتر مربع در شمال استان خراسان رضوی واقع شده است. بلندترین نقطه آن قله هزار مسجد است که با ارتفاع حدود ۳۱۰۰ تا ۳۱۵۰ متر در ۷۸ کیلومتری شمال غرب مشهد قرار گرفته است.
این رشته‌کوه از شمال غرب به سمت جنوب شرق امتداد یافته است. در دامنه‌های سرسبز شمالی این رشته‌کوه منطقه کلات نادری، در کوهپایه‌های شمالی آن دشت قره قوم ترکمنستان، در شمال غربی آن شهرستان درگز و در جنوب این کوهستان دشت مشهد واقع شده است.
در ادامه آن رشته‌کوه مزداوند (مزدوران) به ارتفاع ۱۲۰۰ متر، قره داغ به ارتفاع ۱۶۵۰ متر، کپه داغ و بالخان ترکمنستان کشیده شده است. بخشی از کوه‌های هزارمسجد را کپه داغ می‌نامند و در امتداد جاده درگز – قوچان، این رشته‌کوه به نام الله اکبر خوانده می‌شود.
رودخانه هریرود که در اینجا تجن نام گرفته و مرز ایران و ترکمنستان را تشکیل می‌دهد، شکافی در این تپه‌ها باز کرده است، ارتفاع این تپه ها۲۵۰ متر می‌باشد. امتداد رشته‌کوه هزار مسجد در جنوب منطقه سرخس، از تپه‌هایی تشکیل شده است که ارتفاع آن از ۸۰۰ متر تجاوز نمی‌کند.
زمین پوشیده از علف‌های سبز که با کوه‌های مزین به درختان اُرس محصور شده، هر بیننده ای را افسون می‌کند. هرچه بالاتر می‌روید کوهستان بکرتر و خلوت تر می‌شود، مه و کوهستان تابلویی رؤیایی برایتان به تصویر می‌کشند.
در این منطقه آبشارهای زیبایی نیز جاری هستند که می‌توانید در مسیر خود از این آبشارها نیز دیدن کنید.